# Route nationale 51 (Madagascar)
Pour les articles homonymes, voir Route nationale 51.
La route nationale 51 (N 51) est une route nationale s'étendant de la N 3 jusqu'à Ambohimanga à Madagascar.

## Description
La route nationale 51 parcourt 4,6 kilomètres dans la région de Analamanga, district Avaradrano, au centre de Madagascar.
La route nationale 51 part de la N 3 à environ 15 km au nord-est d'Antananarivo puis se dirige en direction nord-ouest jusqu'à Ambohimanga.